# Ursus Breweries
Ursus Breweries este cel mai mare producător de bere din România. 
Mărcile din portofoliul Ursus Breweries sunt: Ursus, Timișoreana, Ciucaș, Kozel, Azuga, Peroni Nastro Azzurro, Pilsner Urquell și Asahi Super Dry.
Compania deține fabrici de bere în Brașov, Buzău, Timișoara, și o mini-facilitate de producție în Cluj-Napoca..
Ursus Breweries are o capacitate totală de peste 6,8 milioane hectolitri și peste 1.600 angajați.
Compania a fost deținută de SABMiller din 1996 până în martie 2017, când Ursus Breweries a devenit parte din Asahi Breweries Europe Ltd. Ca urmare a achiziției grupului SABMiller de către grupul AB InBev, aprobarea Comisiei Europene a combinației între SABMiller și AB InBev a fost condiționată de un angajament ca AB InBev să vândă afacerile SABMiller în Europa Centrală și de Est (CEE). La data de 31 martie 2017, Asahi a finalizat preluarea fostelor afaceri ale SABMiller din Europa Centrală și de Est, inclusiv Ursus Breweries. 
Asahi Europe & International este prezent în 8 țări din Europa, deține 19 fabrici de bere, are aproximativ 10.000 de angajați și produce anual în jur de 44 mil. Hl de bere.

## Istoric
Fabricarea berii la Cluj a început în Moșia Mănăstirii – acordată de István Báthory în 1581 iezuiților din Cluj, ulterior deținută de Statutul Romano-Catolic Transilvan, și în cele din urmă gestionată de Fondul de Studii Catolice Transilvane în 1868. Data exactă de începere este pierdută pentru istorie. , dar cert este că, la începutul anilor 1800, exista deja o fabrică de bere, o casă în care se producea bere. Existau chiar și unități conectate la el care vindeau băutura fină - în esență o rețea de pub-uri. Berăria era exploatată de chiriași. În 1828, un astfel de contract de închiriere probabil a expirat, după cum anunța Gazeta Ardealului: „Berăria Moșiei Mănăstirii, cu toate uneltele și clădirile bune necesare, situată la colțul pieței Onorabilului Oraș Regal Liber Cluj, și cu dreptul. pentru vânzările gratuite de bere în cele cinci sate ale Moșiei, vor fi închiriate celui mai mare ofertant pe 20 decembrie.” În termenii de astăzi: au fost scoase la licitație drepturile de închiriere ale fabricii de bere și ale punctelor de desfacere de bere din Cluj și alte cinci sate. 
În 1868, noul administrator al moșiei, Fondul de Studii Catolice, a închiriat Berăria Mănăstirii celui mai mare ofertant, care s-a dovedit a fi Elek Sigmond, morar și distilator, și Domokos Biasini, proprietar de hoteluri, restaurante și fostul Serviciul transport expres transilvănean. Noii antreprenori au promis că vor construi o berărie modernă și vor îmbunătăți transportul din centrul orașului cu servicii omnibus. În 1873, fiul lui Elek Sigmond, Dezső — mai târziu președinte al Camerei de Comerț și Industrie Cluj — a preluat conducerea fabricilor de bere, inclusiv a Berăriei Mănăstirii. În 1876, Tribunalul Cluj a înregistrat societatea Sigmond Brothers, care ducea mai departe imperiul afacerilor, având drept proprietari Dezső și fratele său Ákos. Potrivit evidențelor camerei, fabrica de bere din Mănăstire a produs 2.268, 2.058, 1.890, 1.806, 1.680, 3.696 și 4.158 hectolitri anual între 1881 și 1888. 
Ghidul Clujului din 1894 publicat de Asociația Carpaților Transilvăneni menționa Berăria Sigmond printre locurile de seamă ale orașului, frecvent vizitate de localnici. 
Din motive necunoscute, frații Sigmond și-au vândut distileria și berăria din Cluj la începutul secolului. Cumpărătorul a fost compania Czell Frigyes and Sons.
Membrii familiei Czell erau cetățeni de seamă ai uneia dintre suburbiile Brașovului. Bătrânul Frigyes Czell s-a mutat în centrul orașului și a început să lucreze la țesutul lânii. Fiul său, Frigyes, născut în 1816, și-a continuat meseria tatălui său, învățând tehnicile de țesut mai fin de lână la Viena și Brno. Întors acasă, a înființat un atelier și mai târziu o fabrică, strângând bogății importante. În anii 1850, în timpul unei crize în industria autohtonă de filare și țesut, a decis să treacă la distilare. În 1854, a înființat o distilerie la Keresztényfalva (județul Brașov), care până în anii 1880 devenise una dintre cele mai mari astfel de companii din Ungaria. În 1892, a cumpărat distileria falimentară din Dirste (fost sat independent, acum parte din Brașov) și a transformat-o în fabrică de bere. Producția a început în 1894, când Camera de Comerț Brașov și-a înregistrat marca în acel an. La 23 mai 1899, instanța a înregistrat filiala de bere a lui Czell Frigyes and Sons, marcând începutul producției industriale moderne de bere la Cluj.
Ziarul local Magyar Polgár a publicat o reclamă de la Czell Frigyes and Sons la 27 aprilie 1901, prin care anunța redeschiderea berăriilor de la Berăria Mănăstirii. Două zile mai târziu, ziarul a relatat că „Berăria Mănăstirii și-a schimbat mâinile, distileria și berăria mergând la reputata companie Czell Frigyes and Sons. Noul proprietar a renovat complet berăria, care îndeplinește acum standardele epocii. a devenit unul dintre cele mai plăcute locuri pentru excursii.”
Industria berii a înflorit timp de aproape două decenii, dar a fost umbrită de Primul Război Mondial și de schimbarea ulterioară a regimului. La 19 decembrie 1918, guvernul lui Károlyi Mihály a decis să predea Clujul fără luptă. În dimineața de Ajunul Crăciunului au sosit eliberatorii români, iar Clujul, împreună cu Transilvania, a intrat în componența Regatului Român. Cu toate acestea, fabricarea berii și consumul de bere au continuat. Compania și-a făcut reclamă berile, care erau încă de calitate antebelică. Au reluat berea lor Apát, dezvoltată pentru a înlocui mărcile germane care lipseau în timpul războiului. Se spunea că această specialitate cu dublu malț este la fel de hrănitoare ca și cele mai bune beri din München pe care a fost concepută să le  Berăria a fost naționalizată în 1948 și s-a dezvoltat ulterior într-o mare întreprindere socialistă. Până în 1974, producția sa ajunsese la 424.000 de hectolitri anual. Regimul Ceaușescu și-a adus aici și „epoca de aur”. Oricine a gustat berea de la Cluj în anii 1980 poate să-și amintească încă cum era...”
Ursus Breweries în România începe în 1996, atunci când compania South African Breweries a cumpărat Vulturul Buzău. Un an mai târziu, aceasta a achiziționat Pitber Pitești și URSUS S.A Cluj-Napoca. În 2001 a cumpărat pachetul majoritar de acțiuni al companiei Bere Timișoreana S.A. Începând cu 2002, URSUS S.A și Timișoreana S.A au fuzionat într-o singură companie integrată, numită Compania de Bere România S.A. În 2005, noul nume al operațiunilor SABMiller în România devine Ursus Breweries.
Pe 31 martie 2017 Asahi Group Holdings Ltd. a finalizat achiziția fostelor operațiuni SABMiller din Europa Centrală și de Est, inclusiv a Ursus Breweries.

## Mărci de bere
- Ursus
- Ursus Premium
- Ursus Nefiltrată
- Ursus Black
- Ursus Pilsner
- Ursus IPA
- Ursus Fără Alcool
- Ursus Cooler
- Timișoreana
- Ciucaș[nefuncțională – arhivă]
- Ciucas Malzbier
- Kozel
- Kozel Dark
- Azuga
- Peroni Nastro Azzurro
- Peroni Nastro Azzurro 0.0%
- Peroni Stile Capri
- Pilsner Urquell
- Asahi Super Dry